# Юліна
Юліна — маловодна річка в Луганській області. Довжина становить 10 км. Початок бере на південній околиці міста Петрово-Красносілля. Впадає в річку Вільхівку. Проходить через місто Петрово-Красносілля та селища Ковильне і Штерівку. Напрям має здебільшого північно-східний.
За радянських часів в околицях сіл на руслі річки утворено п'ять ставків для господарських потреб. Також, до розпаду Радянського Союзу біля витоку, на озері Юліно діяв піонерський табір.